# Carolinotettix
Carolinotettix is een geslacht van rechtvleugeligen uit de familie doornsprinkhanen (Tetrigidae). De wetenschappelijke naam van dit geslacht is voor het eerst geldig gepubliceerd in 1951 door Willemse.

## Soorten
Het geslacht Carolinotettix omvat de volgende soorten:
- Carolinotettix montana Willemse, 1951
- Carolinotettix palauensis Kevan & Vickery, 1997